# Владимир Львович
Влади́мир Льво́вич, Влади́мир Гали́цкий (ум. 1340?) — известный только по польским хроникам галицко-волынский князь.
«Хроника литовская и жмойтская» в известии о распределении владений после смерти Гедимина (1340) говорит, что князь Любарт Гедиминович «по смерти ВолодимЂра взял князство ВолодимЂрское все, Луцкое и Волынское». В литовских летописях упоминается князь Владимир Владимирский (Владимиро-Волынский), который защищал Волынь от Гедимина (1323 год) и погиб. Успехи Гедимина в походе против южнорусских княжеств, угроза войны и захвата княжества более могущественными соседями вынудила бояр призвать Юрия-Болеслава, сына мазовецкого князя Тройдена I Пяста и его супруги Марии Юрьевны — дочери галицко-волынского князя Юрия I Львовича.
Дореволюционные словари называли Владимира сыном Льва Юрьевича Галицкого и последним представителем династии Рюриковичей на галицко-волынском престоле по мужской линии, умершим в 1340 году без наследников.
В современной историографии Владимир Львович как правило не упоминается.